# Aylin Esener
Aylin Esener (* 24. August 1975 in Buxtehude) ist eine deutsche Schauspielerin.

## Leben
Aylin Esener ist deutsch-türkischer Abstammung. Ihr türkischer Vater ist Architekt, der zum Studium nach Heidelberg kam; ihre Mutter ist eine deutsche Bauzeichnerin. Esener wuchs fast ausschließlich deutschsprachig auf. Sie besitzt die deutsche Staatsangehörigkeit. Sie wuchs in Stade auf, wo sie auch die Schule besuchte.
Nach der Schule absolvierte sie von 1996 bis 2000 eine Schauspielausbildung an der Hochschule für Film und Fernsehen Potsdam-Babelsberg.  Danach arbeitete sie schwerpunktmäßig als Theaterschauspielerin. Sie hatte Festengagements und Gastverträge am Stadttheater Aachen (2000–2003), am Deutschen Theater Berlin (2003–2009; zuerst als festes Ensemblemitglied, später als Gast) und am Nationaltheater Mannheim (2006). Esener spielte auf der Theaterbühne ein breites Repertoire, das Stücke von William Shakespeare, die deutschsprachigen Autoren der Klassik und Romantik, aber auch Stücke der Jahrhundertwende, der Moderne und des zeitgenössischen Theaters umfasste.
Zu ihren Bühnenrollen gehörten unter anderem: Hermia in Ein Sommernachtstraum (2001, Theater Aachen), Nina in Die Möwe (2001/2002, Theater Aachen), die Titelrolle in Miss Sara Sampson (2003, Theater Aachen; Regie: Lydia Bunk), die Titelrolle in Emilia Galotti (2003, Theater Aachen), Kunigunde in Das Käthchen von Heilbronn (2003, Deutsches Theater Berlin), Christine in Liebelei (2004, Deutsches Theater Berlin Kammerspiele), Schwester Monika in Die Physiker (2005, Deutsches Theater Berlin mit Jutta Wachowiak; Regie: András Fricsay), Mariane in Tartuffe (2005, Deutsches Theater Berlin), Lady Gwendolen Fairfex in  Bunbury (2006, Deutsches Theater Berlin), Didesldei in einer Bühnenfassung von Alice im Wunderland (2009, Deutsches Theater Berlin; Bearbeitung und Regie: Roland Schimmelpfennig) und die Marie in Woyzeck (2006, Nationaltheater Mannheim; Regie: Anders Paulin).
Seit 2007 war Esener mehrfach mit ihrem Soloabend Lust auf was anderes – Canım başka bir şey istiyor (Uraufführung: Theater Aachen 2007) auf Tournee; sie gastierte damit unter anderem in Hamburg, Ludwigshafen am Rhein, Karlsruhe, Bremen und am Berliner Theater Ballhaus Naunynstraße.
Esener spielte seit 1998 auch einige Fernseh- und Filmrollen. Der Schwerpunkt ihrer künstlerischen Tätigkeit ist jedoch die Theaterarbeit. Sie hatte Haupt- und Nebenrollen in mehreren Kurzfilmen und Hochschulfilmen. Episodenhauptrollen hatte sie in den ARD-Fernsehserien St. Angela und Powder Park (Plötzlich erwachsen!). In der Filmbiografie Giacomo Puccini – Die dunkle Seite des Mondes über das Leben des italienischen Opernkomponisten Giacomo Puccini, der 2008 im Kulturprogramm von 3sat erstausgestrahlt wurde, verkörperte sie die Rolle der deutschen Sopranistin Rose Ader, für deren Stimme Puccini die Partie der Sklavin Liù in seiner letzten Oper Turandot komponiert hatte.
Im Jahr 2011 war sie in einer Hauptrolle in der ZDF-Telenovela Lena – Liebe meines Lebens zu sehen. Sie spielte die Rolle der cleveren und toughen Rechtsanwältin Katharina Jung.
Esener betätigte sich auch als Werbedarstellerin. Sie drehte Werbefilme, so unter anderem für T-Com und für Persil Cold Colour.
Esener ist auch als Sprecherin für Hörspiele und Hörbücher tätig. 2007 übernahm sie die Rolle der Erzählerin in dem Hörspiel Sommer, Sonne, erste Liebe aus der Freche Mädchen-Hörspielreihe.
Esener lebt in Berlin.

## Filmografie (Auswahl)
- 1998: All Überall (Kurzfilm)
- 1999: St. Angela
- 1999: Lotte Primaballerina (Kinderfilm)
- 2000: Powder Park (Plötzlich erwachsen!)
- 2006: Besuch 3 (Kurzfilm)
- 2007: Bin ich heimatlos? (Kurzfilm)
- 2007: Besuch 2 (Kurzfilm)
- 2007: Drei kleine Jodtabletten (Kurzfilm)
- 2008: Um ein Haar (Kurzfilm)
- 2008: Giacomo Puccini – Die dunkle Seite des Mondes
- 2011: Lena – Liebe meines Lebens (Telenovela), Hauptcast als Katharina Jung
- 2012: Lösegeld (Fernsehfilm)
- 2024: Blutige Anfänger (Fernsehserie, Folge Stiller Alarm)

## Hörspiele
- 2015: Christoph Güsken: Gotteskrieger – Regie: Klaus-Michael Klingsporn (Kriminalhörspiel – DKultur)